# Janneyrias
Janneyrias település Franciaországban, Isère megyében. Lakosainak száma 1911 fő (2022. január 1.). Janneyrias Villette-d’Anthon, Charvieu-Chavagneux, Colombier-Saugnieu, Pusignan és Anthon községekkel határos.

## Népesség
A település népességének változása:
| Lakosok száma | 738  | 917  | 1018 | 1383 | 1614 | 1734 | 1829 | 1816 | 1815 | 1911 |
|               | 1968 | 1982 | 1990 | 2006 | 2013 | 2015 | 2017 | 2019 | 2020 | 2022 |